# Kněžpole
Kněžpole település Csehországban, a Uherské Hradiště-i járásban. Kněžpole Mistřice, Popovice, Staré Město, Huštěnovice, Babice, Uherské Hradiště, Topolná és Bílovice településekkel határos. Lakosainak száma 1063 fő (2024. január 1.).

## Népesség
A település lakosságának változását az alábbi diagram mutatja:
| Lakosok száma | 603  | 714  | 832  | 979  | 1098 | 1098 | 1115 | 1096 | 1074 | 1063 |
|               | 1869 | 1900 | 1921 | 1961 | 1980 | 2011 | 2016 | 2019 | 2021 | 2024 |